# Tierp
Tierp, es una localidad, sede del Municipio de Tierp, en la Provincia de Uppsala, en Suecia. En 2010, el pueblo contaba con 5587 habitantes.

## Geografía
El río Tämnarån, pasa justo al oeste de Tierp. La piedra rúnica de Gillberga se encuentra cerca del paso del río. A unos kilómetros al sur de Tierp, se encuentra otra piedra rúnica conocida como u1144, que data de la era vikinga.